# Nadelwald

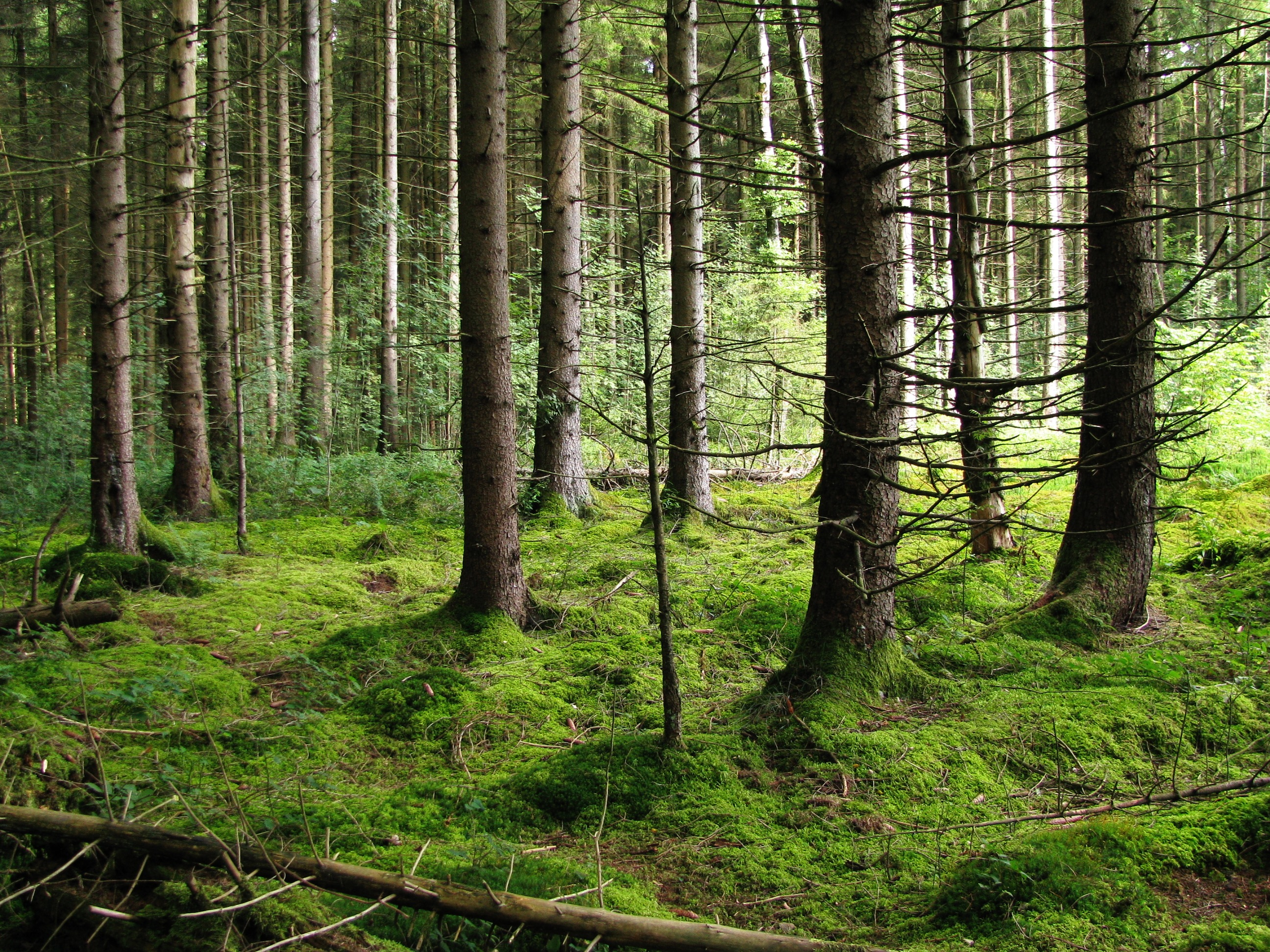
Fichten-Nadelwald im Forstenrieder Park

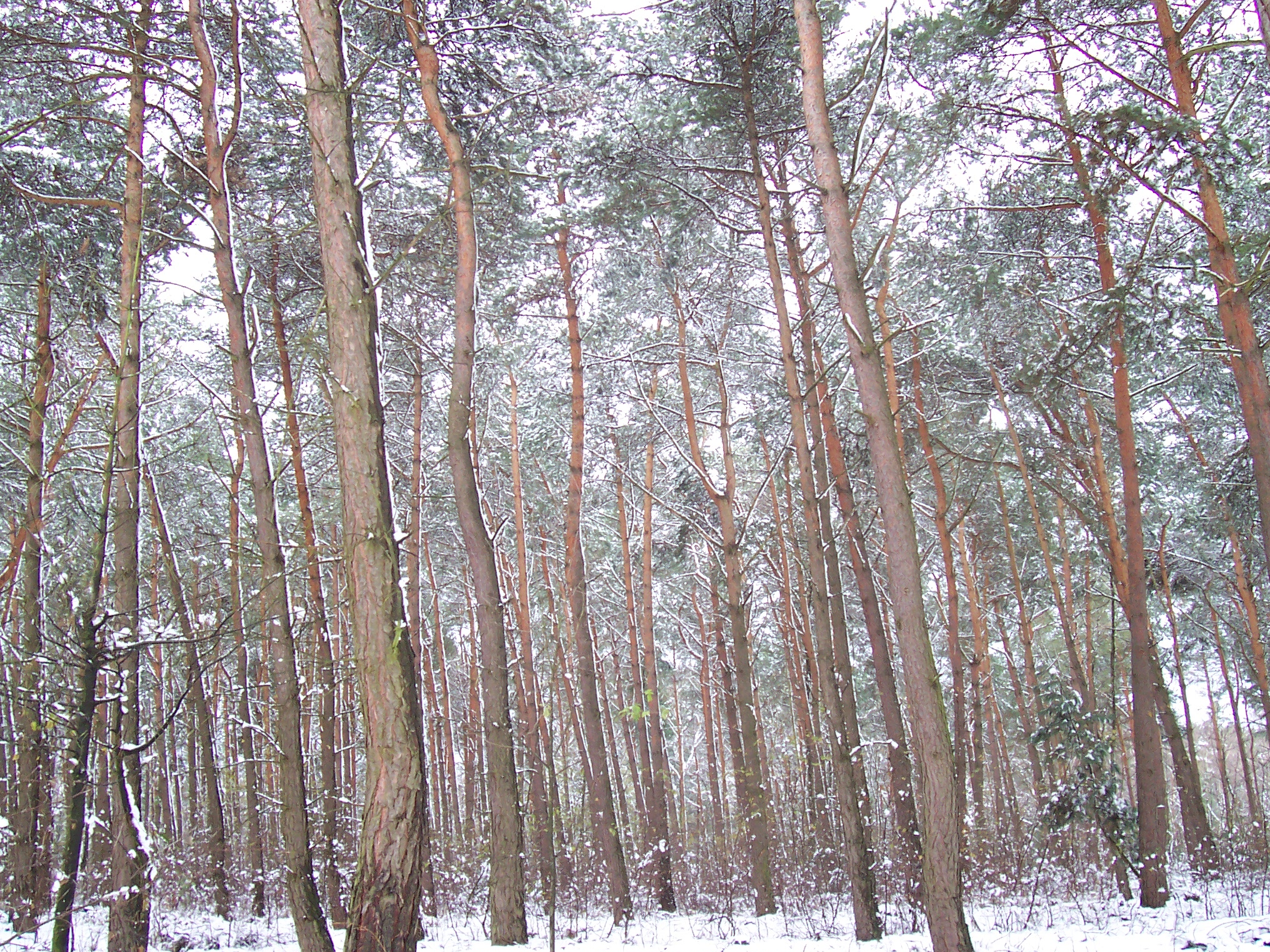
Kiefern-Nadelwald im Winter

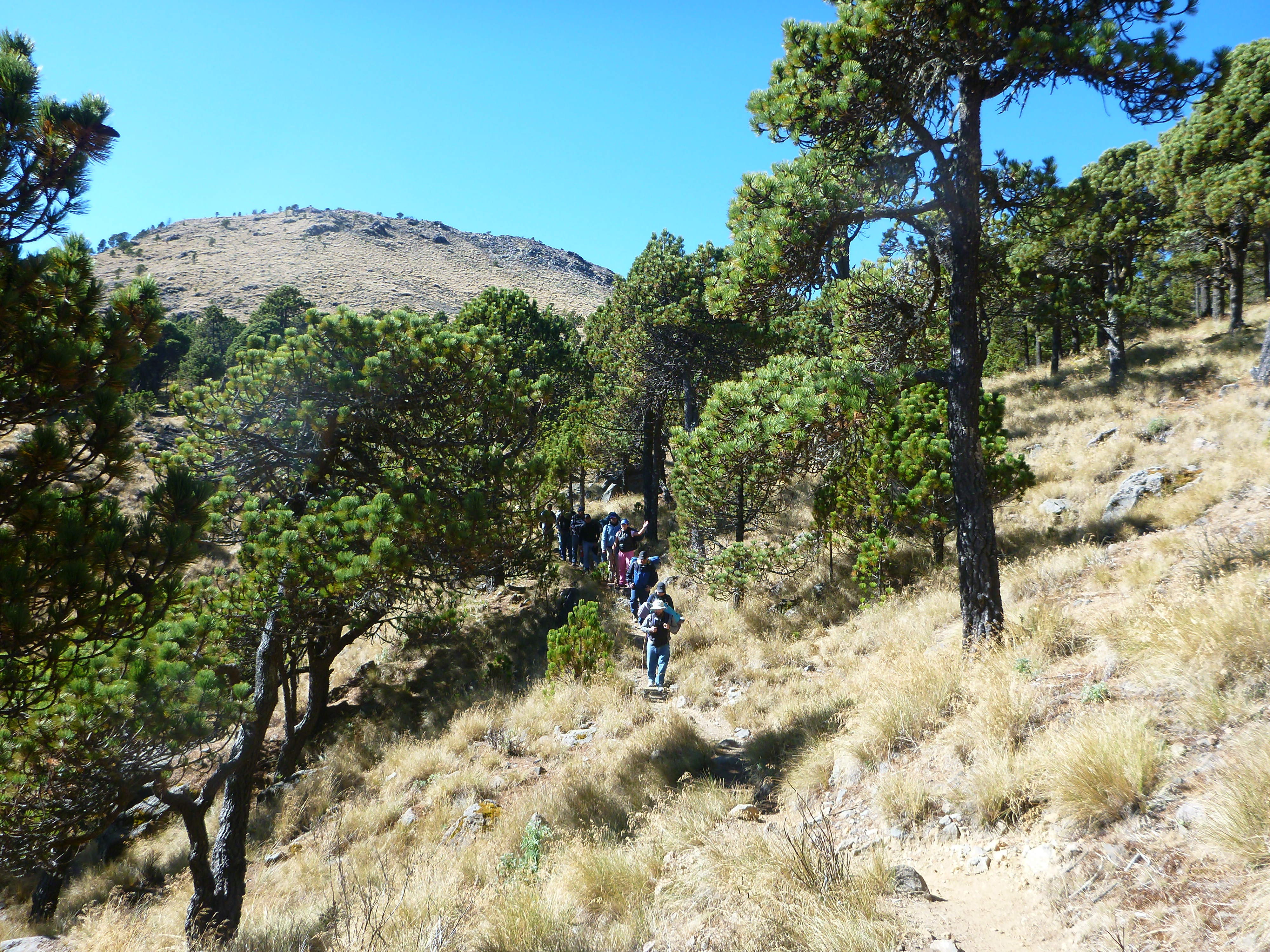
Tropischer Kiefern-Nadelwald in einem Gebirgszug in Guatemala

Ein Nadelwald ist ein Wald, in dessen Baumschicht fast ausschließlich Nadelbäume zu finden sind.
Natürliche Nadelwälder wachsen in der borealen Zone in kalten Klimaten als boreale Nadelwälder. In Mitteleuropa werden heute im Allgemeinen Nadelwälder in den Hochlagen der Mittelgebirge und in den Alpen als natürliche Wälder angesehen, die ähnliches Klima aufweisen. Im Westen Europas steigt der Laubwald, vor allem der Rotbuchenwald, höher (2000 m) hinauf als im Osten und Norden (1000 bis 1400 m).
Unterschiedliche Auffassungen gibt es über das natürliche Vorkommen im Flachland. In besonders trockenen Gebieten kann Kiefernwald die potenzielle natürliche Vegetation darstellen. Dies ist z. B. in den trockenwarmen Gebieten des Südwestens der USA, in Südwesteuropa oder in den Karstgebieten des Balkans und der Alpen der Fall. Vereinzelt können sehr ungünstige Lagen natürliche Nadelholzstandorte im Flachland darstellen (Nordhänge, Kaltluftseen).
Im Sprachgebrauch der Vegetationskundler wird zwischen natürlich und spontan entstandenen Wäldern und auf künstliche Pflanzung von Baumarten zurückgehenden Forsten unterschieden, die in der Allgemeinsprache ebenso Wälder genannt werden. Die ausgedehnten Kiefern- und Fichtenforste im Tiefland Mitteleuropas und viele Wälder Nordamerikas sind ausschließlich vom Menschen angepflanzt bzw. gefördert worden, da dort natürlicherseits Laubwaldgesellschaften zu finden wären. Sie sind meist Ende des 18. Jahrhunderts angelegt worden, als die durch das Wirken von Cotta neuentstandene Forstwirtschaft die Wiederbewaldung des damals sehr waldarmen Mitteleuropas fördern sollte. Viele Böden waren damals durch den Raubbau ausgemagert und boten nur noch den anspruchslosen und widerstandsfähigen Nadelgehölzen ausreichend Chancen (Geschichte des Waldes in Mitteleuropa). Im Norden Nordamerikas wurde das wertvolle Laubholz stärker eingeschlagen als das Nadelholz, so dass sich die Nadelhölzer ausbreiten konnten. Die Forste wurden später behalten, da Nadelholz sehr schnell und gerade wächst und so schneller Profit bringt. Inzwischen setzt jedoch ein Umdenken ein und einige der anfälligen und pflegeintensiven Nadelholzforste werden zu Mischwäldern umerzogen (Waldumbau).

## Ökologie
Steigende Abgase in der Luft machen den Wäldern in Europa, Nordamerika und Japan zu schaffen (Waldsterben).
Als Pflanzengesellschaft sind Nadelwälder ökologisch verwandt mit den, teilweise daraus als Ersatzgesellschaften durch Beweidung entstandenen, Zwergstrauchheiden, deren Artenzusammensetzung oft der Krautschicht der Nadelwälder auf sauren Böden ähnelt. Auch in Mooren wachsen regelmäßig Nadelhölzer, die hier eigene Moorwald-Gesellschaften bilden können.
Siehe auch:
- Waldgesellschaften Mitteleuropas#Nadelwälder und verwandte Gebüschformationen
- Pflanzensoziologische Einheiten nach Oberdorfer#Nadelwälder und verwandte Heiden
- Liste der Waldgesellschaften in Deutschland